# Ивановка (Винницкий район)
Ивановка (укр. Іванівка) — село в Винницком районе Винницкой области Украины.
Код КОАТУУ — 0520682003. Население по переписи 2001 года составляет 623 человека. Почтовый индекс — 23250. Телефонный код — 432.
Занимает площадь 1,887 км².
В селе действует храм Воздвижения Креста Господнего Винницкого районного благочиния Винницкой епархии Украинской православной церкви.

## История
В 1946 году указом ПВС УССР село Янков переименовано в Ивановку.

## Адрес местного совета
23250, Винницкая область, Винницкий р-н, с.Ивановка ул.Ленина, 1